# Hoplunnis schmidti
Hoplunnis schmidti är en fiskart som beskrevs av Kaup, 1860. Hoplunnis schmidti ingår i släktet Hoplunnis och familjen Nettastomatidae. IUCN kategoriserar arten globalt som livskraftig. Inga underarter finns listade i Catalogue of Life.